# Włodzimierz Wysocki (poeta)
Włodzimierz Wysocki (ur. 1846 w Romanowie na Wołyniu, zm. 11 sierpnia 1894 w Kijowie) – polski fotograf i poeta, publicysta, wiceprezes Towarzystwa Technicznego w Kijowie.

## Życie
W 1873 roku Wysocki otworzył atelier na rogu Chreszczatyku i ul. Luterańskiej w Kijowie. Obok Franza de Mezera był najpopularniejszym fotografem w mieście – łącznie zamawiano u nich ponad połowę portretów w Kijowie. W 1882 roku otrzymał srebrny medal na wystawie fotograficznej w Moskwie. Fotografował wiele znanych postaci rosyjskiego życia publicznego, m.in. rodzinę carską, za co był nagradzany. Otrzymał tytuł nadwornego fotografa wielkiej księżnej Aleksandry Pietrowny. Przez pewien czas był również naczelnym fotografem Uniwersytetu Kijowskiego. Po śmierci Wysockiego jego atelier przejęła żona i syn Włodzimierz.
Włodzimierz Wysocki był również publicystą i poetą. W swoich utworach wiele miejsca poświęcał sławnej przeszłości polskiej szlachty na Ukrainie i jej walce z muzułmańskim zagrożeniem dla chrześcijaństwa. Wśród znanych utworów znajdują się m.in. poemat „Oksana” i utwór „Laszka”. Poezję Wysockiego wysoko cenił Iwan Franko.

## Dzieła

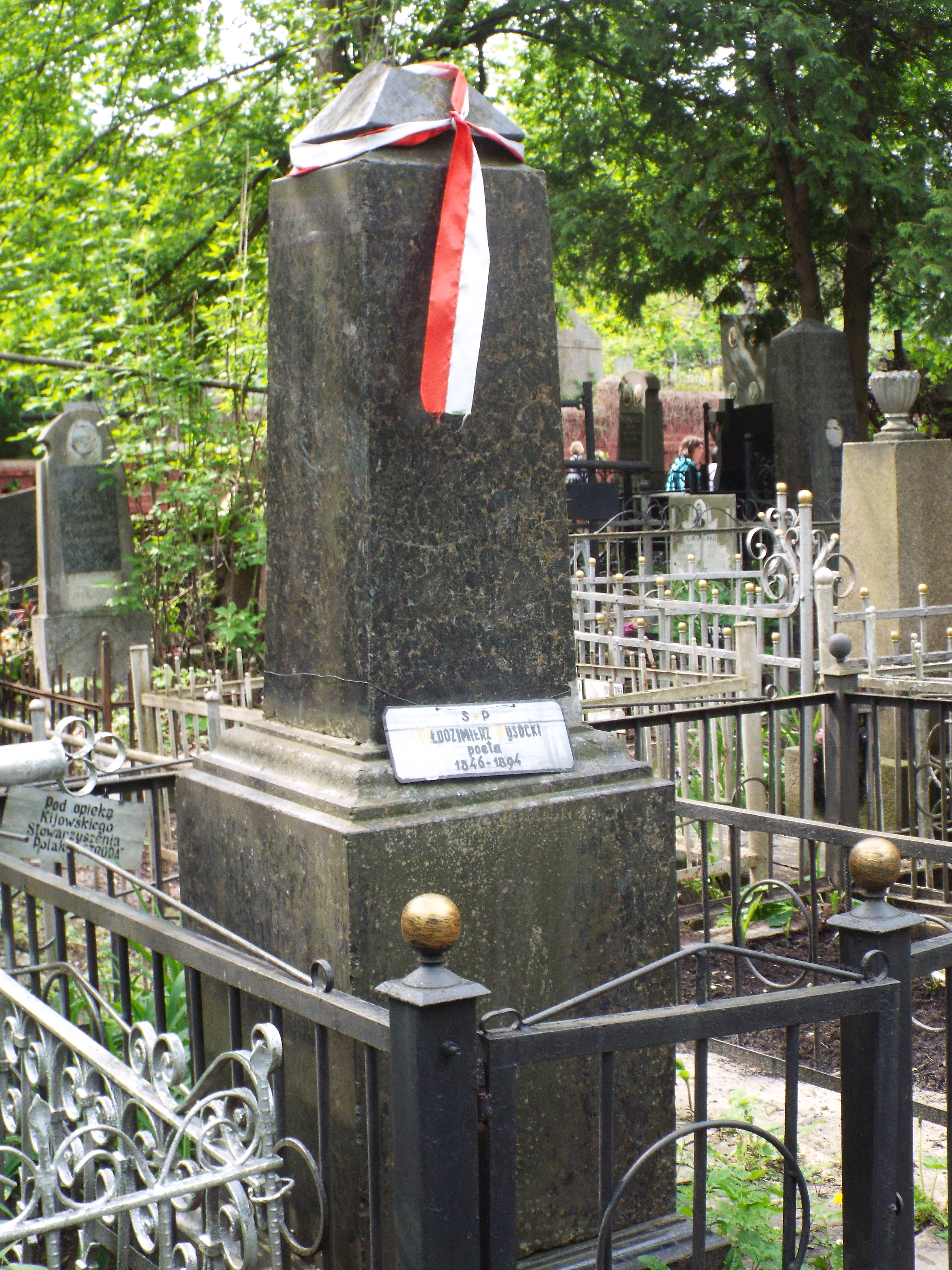
nagrobek na kijowskim cmentarzu Bajkowa

- Laszka[3], 1883;
- Nowe dziady, Kijów 1884;
- Wszyscy za jednego[4], Kijów 1887;
- sonety:
  - Las[5], 1890;
  - Oksana[6], 1891;
  - Bocian[7], 1894;
- Bajki, satyry, Kijów 1894.